# Wahlkreis Dresden 5 (seit 2024)
Der Wahlkreis Dresden 5 ist der Wahlkreis Nr. 44 bei den Wahlen zum Sächsischen Landtag. Er ist einer von acht Dresdner Wahlkreisen und umfasst den Stadtbezirk Blasewitz mit Ausnahme der Stadtteile Tolkewitz/Seidnitz-Nord und Seidnitz/Dobritz.
Dieser Wahlkreis wurde bei der Wahlkreisanpassung 2023 im Wesentlichen aus dem bisherigen Wahlkreis Dresden 4 gebildet. Der vorherige Wahlkreis Dresden 5 wurde zugleich auf andere Wahlkreise aufgeteilt.

## Wahl 2024
Die Landtagswahl 2024 führte zu folgendem Ergebnis:
| Direktkandidat      | Partei              | Erststimmen in % | Zweitstimmen in % |
| ------------------- | ------------------- | ---------------- | ----------------- |
| Martin Modschiedler | CDU                 | 39,5             | 34,1              |
| Martina Jost        | AfD                 | 19,8             | 18,0              |
| Tilo Wirtz          | Die Linke           | 5,2              | 4,6               |
| Jacob Kempe         | GRÜNE               | 11,4             | 13,2              |
| Lutz Hoffmann       | SPD                 | 9,5              | 12,7              |
| Steve Görnitz       | FDP                 | 1,3              | 1,2               |
| Anja Reinhardt      | Freie Wähler        | 1,5              | 1,1               |
| –                   | Die Partei          | –                | 1,1               |
| –                   | Piraten             | –                | 0,7               |
| –                   | ÖDP                 | –                | 0,2               |
| –                   | BüSo                | –                | 0,1               |
| –                   | Tierschutz hier!    | –                | 0,8               |
| –                   | dieBasis            | –                | 0,2               |
| –                   | Bündnis C           | –                | 0,1               |
| –                   | Bündnis Deutschland | –                | 0,3               |
| Anke Wagner         | BSW                 | 9,0              | 9,9               |
| Kay Welzel          | Freie Sachsen       | 0,4              | 1,3               |
| –                   | V-Partei3           | –                | 0,2               |
| –                   | WU                  | –                | 0,3               |
| Sebastian Heide     | Team Zastrow        | 2,4              | –                 |